# Gmina Ammassalik
Gmina Ammassalik – jedna z dwóch nieistniejących obecnie gmin w Tunu, dawnym okręgu Wschodniej Grenlandii, druga, położona bardziej na północ, to gmina Ittoqqortoormiit.
Gmina była zlokalizowana w Południowo-Wschodniej Grenlandii obejmując obszar o powierzchni 232100 km², którego  większość przypadała na lądolód grenlandzki. Był to największy pod względem powierzchni obszar administracyjny we Wschodniej Grenlandii, obecnie część nowej gminy Sermersooq. Według danych z 1 stycznia 2005 roku ludność gminy wynosiła 3031 osób.

Dzięki swoim rozmiarom, stara gmina graniczyła z dziesięcioma gminami, więcej niż jakakolwiek inna w Grenlandii:    
- Nanortalik (południe)
- Narsaq (zachód)
- Qaqortoq (zachód)
- Paamiut (zachód)
- Maniitsoq (zachód)
- Sisimiut (zachód)
- Kangaatsiaq (zachód)
- Qasigiannguit (zachód)
- Nuuk (zachód)
- Ittoqqortoormiit (północ)

W przeważającej części, granice starej gminy  zostały wytyczone w postaci linii prostych na czapie lodowej, jak linia 44°W długości geograficznej (na zachodniej granicy) i 69°N koła szerokości geograficznej (północna granica). Na wschodzie graniczy z Basenem Irmingera, morzem  przybrzeżnym Oceanu Atlantyckiego, i Cieśniną Duńską. Dawną stolicą był Tasiilaq, mający 1849 mieszkańców, położony na  wyspie Ammassalik. Ammassalik był również ośrodkiem arktycznych zawodów drużynowych, gier przygodowych i wyścigów.